# Kovelin
Kovelin (tudi kovelit) je redek bakrov sulfidni mineral s formalno kemijsko formulo CuS. Mineral je pogost v bakrovih rudah, vendar v majhnih količinah, tako da ne spada med pomembne bakrove rude. Bolj znan je med zbiralci mineralov.
Podobno kot pri piritu je tudi pri kovelinu pripisovanje formalnih oksidacijskih stanj atomom, ki ga sestavljajo, varljivo. Iz njegove kemijske formule bi sklepali, da ga sestavljajta Cu2+ in S2−, iz atomske strukture pa je razvidno, da sta tako baker kot žveplo privzela dve različni geometriji. Mineral je zato najbrž najbolje opisan s  Cu2+, S2− in  2Cu+, S22−.
Kovelin se skupaj s halkocitom nahaja v conah  sekundarno obogatenih skladov bakrovih sulfidov. Običajno se ga najde kot prevleko na halkocitu, halkopiritu, bornitu, enargitu, piritu in drugih sulfidih. Pogosto se pojavlja kot psevdomorfni substitut v drugih mineralih. Kot vulkanski sublimat se pojavlja zelo redko.

## Odkritje in poimenovanje
Mineral je leta 1815 odkril saški oficir Johann Carl Freiesleben v bližnji Sangerhausena in ga imenoval modro bakrovo steklo (nemško: blaues Kupferglas). Leta 1818 ga je nemški  mineralog August Breithaupt zaradi značilne barve indiga imenoval bakrov indigo (nemško: Kupferindig). Natančno kemično sestavo minerala je leta 1827 na vzorcu z Vezuva določil Niccolò Covelli. Sedanje ime po Niccolu Covelliju mu je dal leta 1832 francoski geolog in mineralog François Sulpice Beudant.

## Struktura
Kovelin (CuS) spada v skupino  binarnih bakrovih sulfidov s splošno formulo CuxSy, v katerih so razmerja Cu:S od 1:2 do 2:1. Čeprav je osnovna struktura kovelina CuS, so raziskave njegove superstrukture, velikega števila združenih molekul CuS, pokazale, da je več kovelinovih  posebnih lastnosti posledica ravno teh molekularnih struktrur. V mineralovih superstrukturah so prisotni kationi Cu+ in Cu2+, se pravi da je mineral sestavljen iz ionov Cu+, Cu+2 in S−2.

## Nastanek
Kovelin se v depozitih običajno pojavlja kot sekundarni bakrov mineral. Kot primarni mineral se pojavlja redko, še redkeje pa se pojavlja kot vulkanski sublimat. Nastal je s preperevanjem v okoljih blizu Zemljine površine v depozitih, v katerih so primarni sulfidi bakrovi sulfidi. Kot primarni mineral je nastal samo v hidrotermalnih pogojih. 
Kovelinova edinstvena kristalna struktura je povezana s pogoji njegovega nastanka. Zgrajen je iz ogrodja ploskev CuS3, ki so ločene z negativno nabitimi ploskvami CuS2. Takšno ogrodje je nastalo v oksidativnih pogojih formiranja. Poskusi, da bi sintetizirali kovelin, so pokazali, da je bil podvržen kompleksnemu oksidacijskemu procesu in da je njegov nastanek odvisen od stanja in zgodovine spremljajočih sulfidov, iz katerih je nastal. Poskusi  dokazujejo, da bi lahko bil potencialni katalizator za pretvorbo drugih bakrovih sulfidov v kovelin v trdnem stanju amonijev metavadanat (NH4VO3).  

## Nahajališča
Nahajališča kovelina so v rudniku Calabona v Algheru na Sardiniji (Italija), Boru (Srbija), Salzburgu (Avstrija), Dillenburgu, Hesseju in Sangerhausenu na Saškem (Nemčija), Kedabeku na Kavkazu (Ruska federacija), rudniku Bou-Skour v pokrajini Bou Azzer (Maroko) ter v Montani, Teksasu in New Mexicu (ZDA). 

## Uporaba
Kovelin je bil prvi odkriti naravni superprevodnik. Superprevodnost z izjemno majhnimi toplotnimi izgubami omogoča zgradba CuS3/CuS2, zato mnogo znanstvenikov  poskuša proizvesti sintetični kovelin. Gramp in sodelavci so leta 2006 odkrili, da se lahko kovelin proizvede v laboratoriju v anaerobnih pogojih pri različnih temperaturah z bakterijami, ki reducirajo sulfate. Količina na ta način proizvedenega kovelina bi lahko bila velika, vendar bakterije same zavirajo rast kristalov. Poskusi so pokazali, da je za pretvorbo drugih sulfidov v trdnem stanju v kristale kovelina pomembna prisotnost amonijevih vanadatov.